# Borgolai Grant No. 11
Borgolai Grant No. 11 è una suddivisione dell'India, classificata come census town, di 5.034 abitanti, situata nel distretto di Tinsukia, nello stato federato dell'Assam. In base al numero di abitanti la città rientra nella classe V (da 5.000 a 9.999 persone).

## Società

### Evoluzione demografica
Al censimento del 2001 la popolazione di Borgolai Grant No. 11 assommava a 5.034 persone, delle quali 2.630 maschi e 2.404 femmine. I bambini di età inferiore o uguale ai sei anni assommavano a 542, dei quali 267 maschi e 275 femmine. Infine, coloro che erano in grado di saper almeno leggere e scrivere erano 3.329, dei quali 1.981 maschi e 1.348 femmine.